# Maxis Muiden
Maxis Muiden is een voormalige hypermarkt van de keten Maxis en is thans een winkelcentrum in Muiden in de gemeente Gooise Meren in de Nederlandse provincie Noord-Holland. Het complex is gelegen tussen de Muidertrekvaart en de Diemerzeedijk, aan de grens met Diemen.

## Weidewinkel
Op 11 september 1974 opende de nieuwe winkelketen Maxis van het Bijenkorf-concern (KBB) haar eerste hypermarkt bij Muiden. De "Maxis Superstore Muiden" kreeg bekendheid als "de eerste weidewinkel van Nederland". Voor het gebouw werd de Nationale Staalprijs voor 1974 toegekend.
Na enkele eerdere verkopen, waardoor de winkels andere namen hadden gekregen, kwam Maxis in 2000 in handen van Schuitema (C1000), dit bedrijf verkocht sommige filialen en verbouwde andere tot winkelcentra. In 2001 besloot Schuitema vanwege de plaatselijke bekendheid, in Muiden de naam Maxis weer te gaan gebruiken.
In 2008 wordt Schuitema overgenomen door investeerder CVC Capital Partners. Ahold verkoopt daarbij haar belang in Schuitema in ruil voor ruim 50 winkels, waaronder Maxis Muiden. 

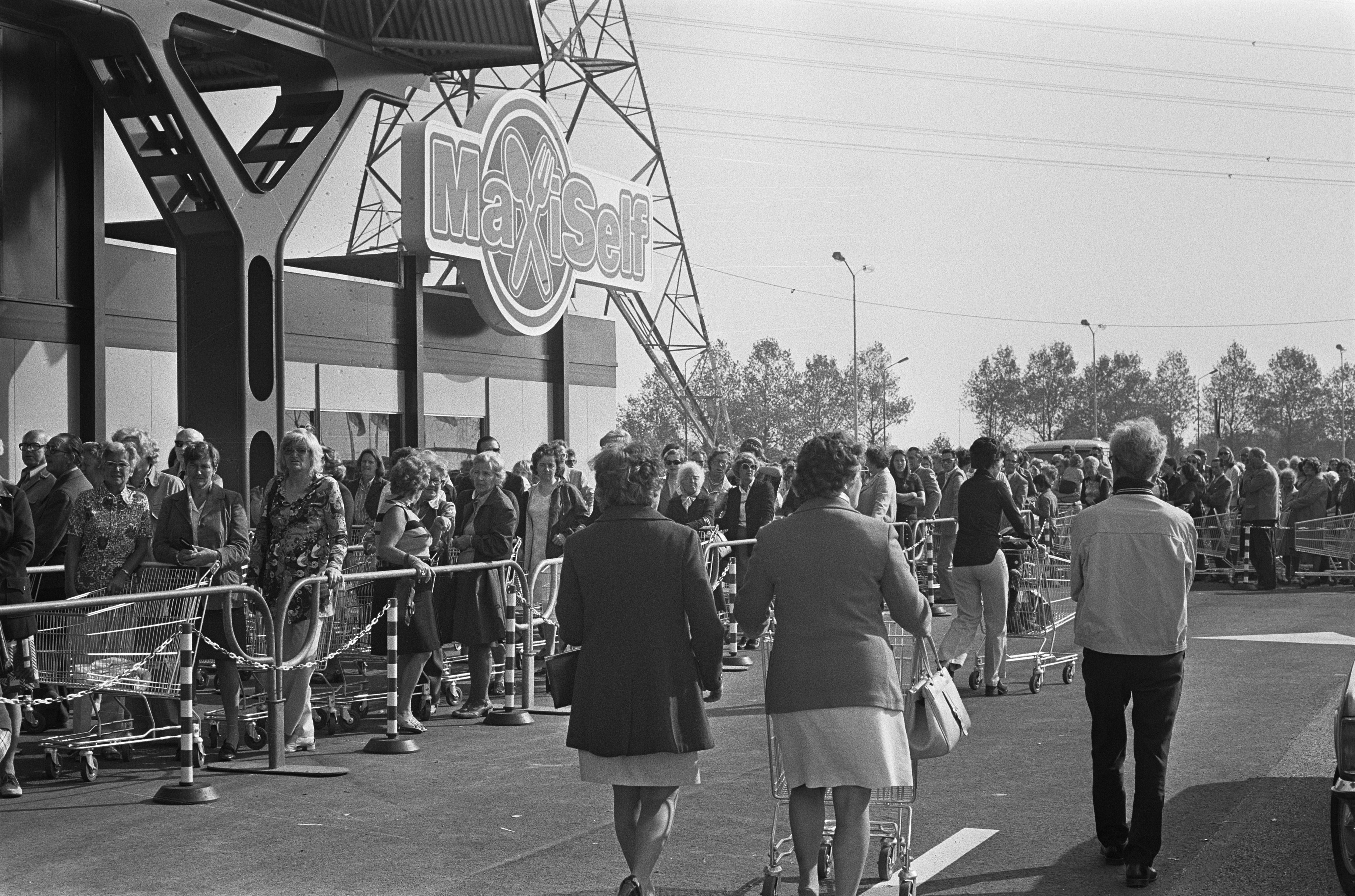
Opening van de winkel in 1974
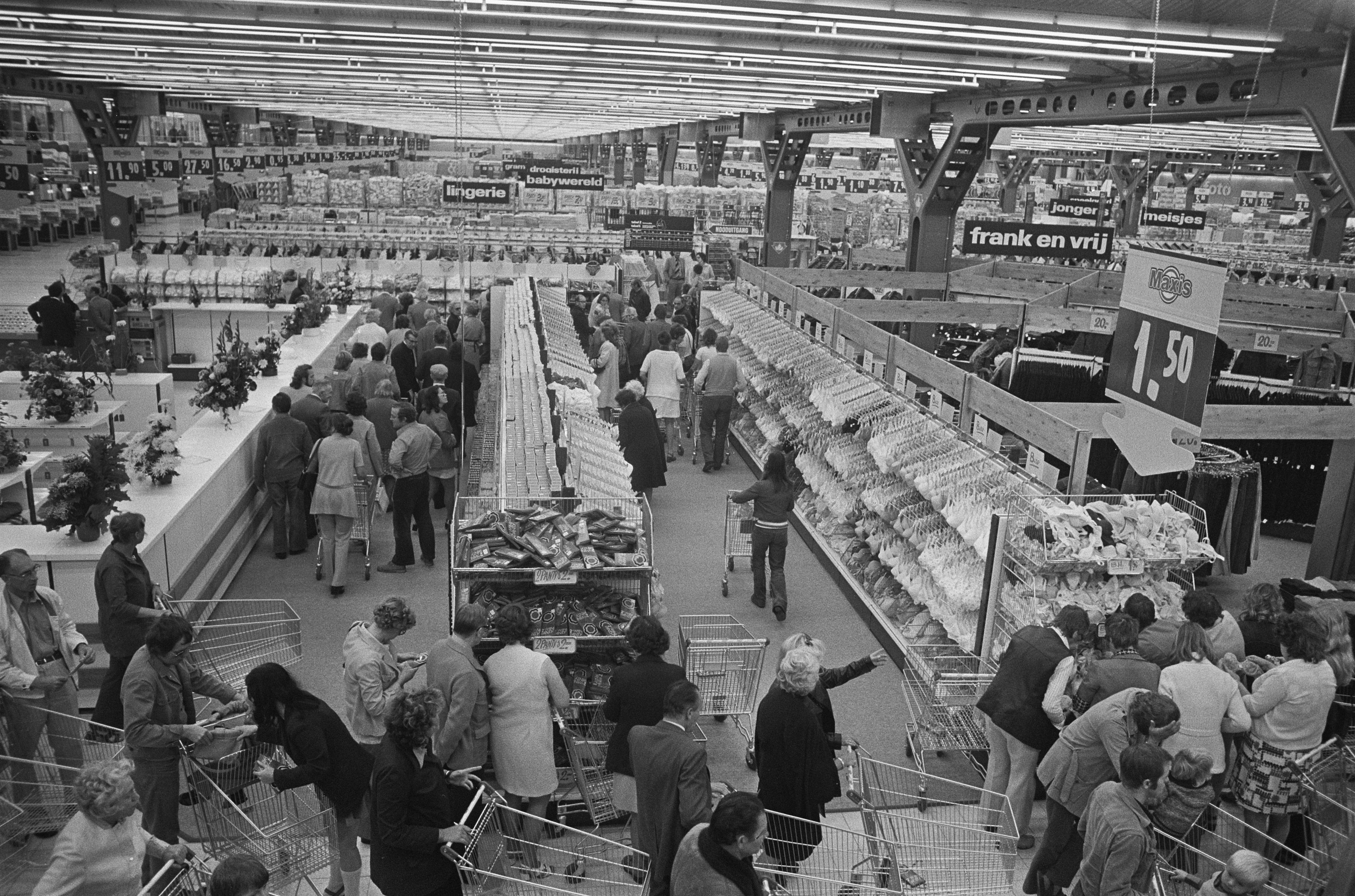
Winkelvloer
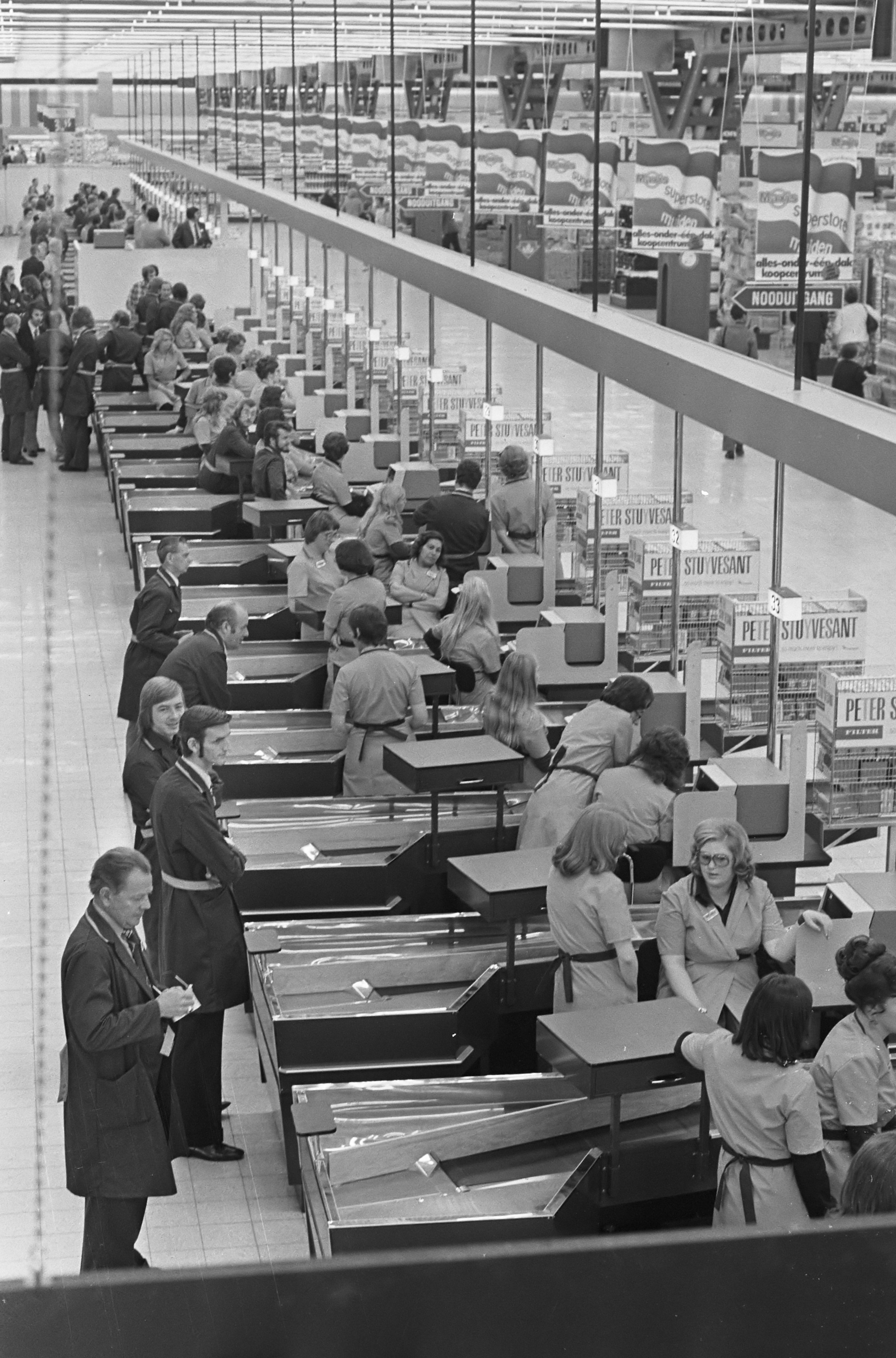
kassa's in 1974

## Winkelcentrum
Sinds 2003 is, na verbouwing, Maxis Muiden een winkelcentrum, met filialen van diverse winkelketens. Ook de benaming "Maxis Megastores" wordt gebruikt. Het terrein heeft inclusief parkeerplaatsen een oppervlakte van 64.000 m².